# Adoration de l'Enfant, avec les instruments de la Passion
L'Adoration de l'Enfant, avec les instruments de la Passion est une peinture du  XVIe siècle de Benvenuto Tisi, dit Il Garofalo  (1481-1559), affectée au département des peintures du musée du Louvre et déposée au musée des Beaux-Arts de Chartres.

## Historique
Ce tableau provient de la collection de Louis XIV, acheté à Jabach en 1662.

## Description
Le sujet du tableau représente à la fois le Christ enfant et la Passion, avec les instruments de cette dernière, portés par des anges.